# AFC-mästerskapet i futsal 1999

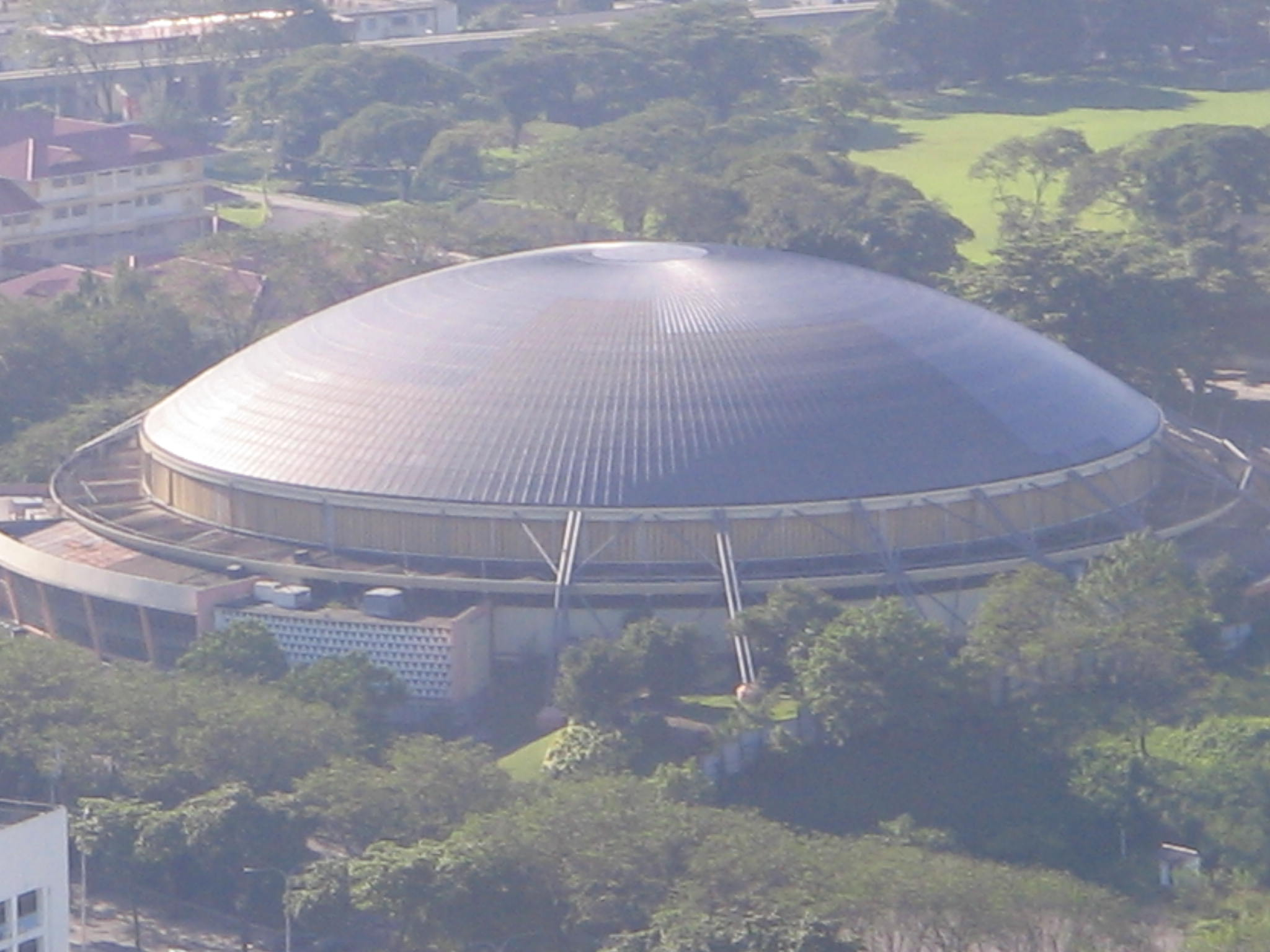
Samtliga matcher spelades på Stadium Negara i Kuala Lumpur.

AFC-mästerskapet i futsal 1999 var ett internationellt mästerskap i futsal, för herrlandslag, som är medlemmar i förbundet AFC (Asiens fotbollskonfederation). Mästerskapet var den första i ordningen av AFC-mästerskapet i futsal.
Iran blev mästare efter att ha besegrat Sydkorea i finalen. Kazakstan besegrade Japan i matchen om tredjepris, efter en oavgjord match som fick avgöras med straffsparksläggning.
Totalt spelades 20 matcher, där 253 mål gjordes. De två iranska spelarna Kazem Mohammadi och Reza Rezaei Kamal blev mästerskapets främsta målskyttar, med 18 mål vardera.

## Resultat

### Gruppspel
Gruppspelet avgjordes under perioden 5–8 mars. Lagden delades in i två grupper om fem, respektive fyra lag. De två bäst placerade lagen ur respektive grupp kvalificerade sig till utslagsspelet
De fyra bäst placerade lagen i gruppspelet var Iran och Sydkorea från grupp A, samt Kazakstan och Japan från grupp B.

#### Grupp A
| Nr | Lag         | S | V | O | F | GM | IM | MS  | P  |
| -- | ----------- | - | - | - | - | -- | -- | --- | -- |
| 1  | Iran        | 4 | 4 | 0 | 0 | 76 | 4  | +72 | 12 |
| 2  | Sydkorea    | 4 | 2 | 1 | 1 | 24 | 15 | +9  | 7  |
| 3  | Thailand    | 4 | 2 | 0 | 2 | 43 | 22 | +21 | 6  |
| 4  | Kirgizistan | 4 | 1 | 1 | 2 | 18 | 45 | −27 | 4  |
| 5  | Singapore   | 4 | 0 | 0 | 4 | 5  | 80 | −75 | 0  |

| Hemma \ Borta | Iran | Kirgizistan | Singapore | Sydkorea | Thailand |
| Iran          | —    | —           | 36–0      | 9–3      | —        |
| Kirgizistan   | 0–21 | —           | —         | 2–2      | —        |
| Singapore     | —    | 5–9         | —         | —        | 0–21     |
| Sydkorea      | —    | —           | 14–0      | —        | 5–4      |
| Thailand      | 1–10 | 17–7        | —         | —        | —        |

#### Grupp B
| Nr | Lag        | S | V | O | F | GM | IM | MS  | P |
| -- | ---------- | - | - | - | - | -- | -- | --- | - |
| 1  | Kazakstan  | 3 | 2 | 0 | 1 | 12 | 8  | +4  | 6 |
| 2  | Japan      | 3 | 1 | 2 | 0 | 14 | 11 | +3  | 5 |
| 3  | Uzbekistan | 3 | 1 | 1 | 1 | 18 | 12 | +6  | 4 |
| 4  | Malaysia   | 3 | 0 | 1 | 2 | 11 | 24 | −13 | 1 |

| Hemma \ Borta | Japan | Kazakstan | Malaysia | Uzbekistan |
| Japan         | —     | —         | —        | 5–5        |
| Kazakstan     | 1–4   | —         | 8–2      | —          |
| Malaysia      | 5–5   | —         | —        | 4–11       |
| Uzbekistan    | —     | 2–3       | —        | —          |

### Utslagsspel

#### Semifinaler
|       | 9 mars 1999 | Iran | 5 – 2 | Japan | Stadium Negara, Kuala Lumpur |  |
| 20:00 |             |      |       |       |                              |  |
|       |             |      |       |       |                              |  |
|       |             |      |       |       |                              |  |

|       | 9 mars 1999 | Kazakstan | 3 – 8 | Sydkorea | Stadium Negara, Kuala Lumpur |  |
| 21:30 |             |           |       |          |                              |  |
|       |             |           |       |          |                              |  |
|       |             |           |       |          |                              |  |

#### Match om tredjepris
|       | 10 mars 1999               | Japan | 2 – 2 (e.fl.) | Kazakstan | Stadium Negara, Kuala Lumpur |  |
| 20:00 |                            |       |               |           |                              |  |
|       |                            |       |               |           |                              |  |
|       | Straffsparksläggning 3 – 4 |       |               |           |                              |  |

#### Final
|       | 10 mars 1999 | Iran | 9 – 1 | Sydkorea | Stadium Negara, Kuala Lumpur |  |
| 21:30 |              |      |       |          |                              |  |
|       |              |      |       |          |                              |  |
|       |              |      |       |          |                              |  |